# Mercedes-Benz W 24
La Mercedes-Benz W 24 (540K) est un modèle d'automobile du constructeur allemand Mercedes-Benz construite entre 1936 et 1940. Elle est dessinée par le designer Friedrich Geiger.

## Historique et descriptif
La Mercedes-Benz W 24 a été produite en douze unités en 1936 sous le nom de Mercedes-Benz 540 K longue aux côtés de la Type 540 K "normale" (Mercedes-Benz W29) sur un châssis allongé avec un empattement de 3 880 mm. Tous ces véhicules ont été conçus en tant que voiture de tourisme à six places et livrés au gouvernement du Reich allemand ou utilisés comme voitures d'essai en usine. Au lieu d'un essieu oscillant, elles ont un essieu De Dion à double articulation à l'arrière et un essieu rigide à l'avant. Sa vitesse de pointe est de 140 km/h.

## Photos

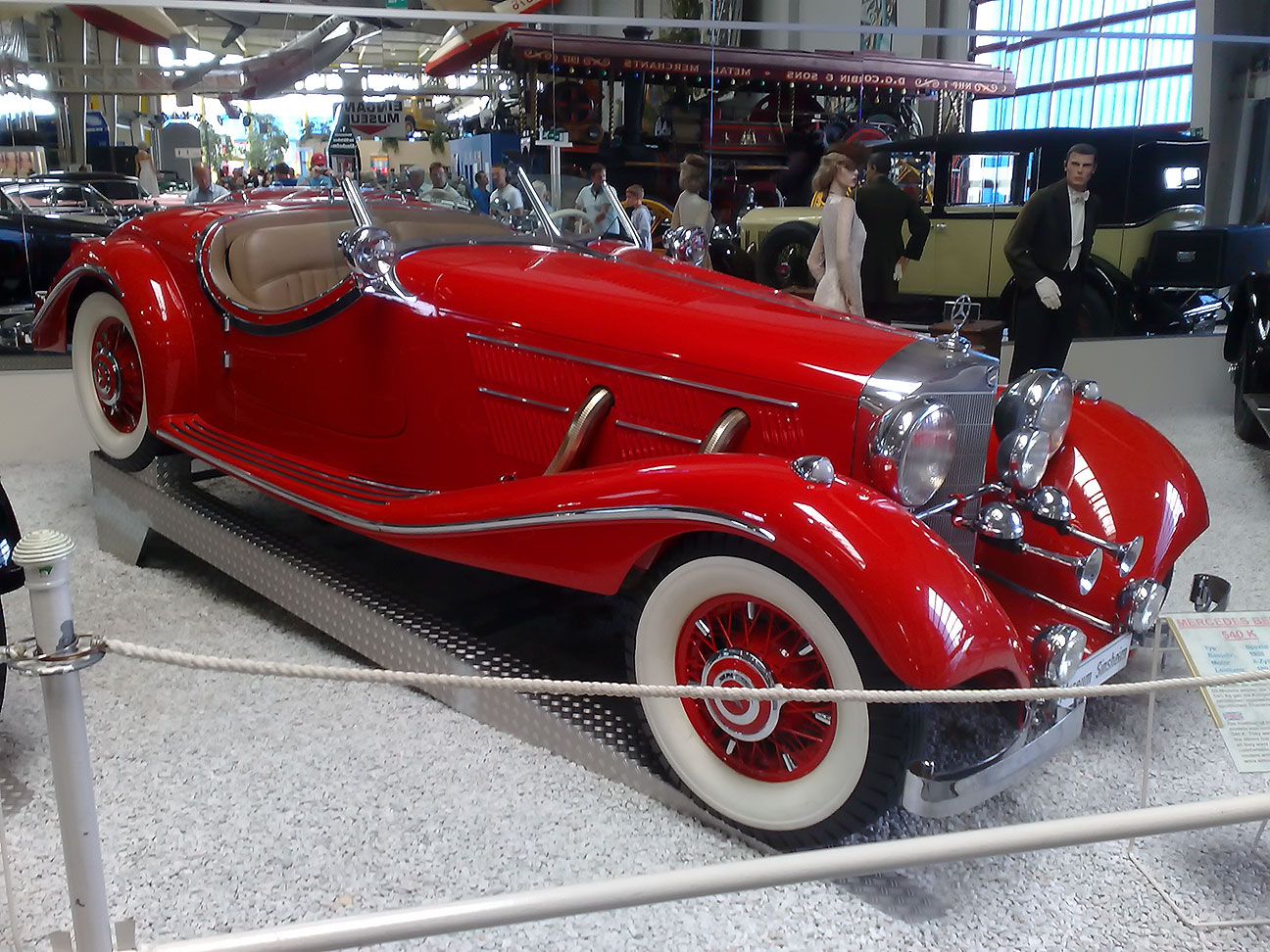
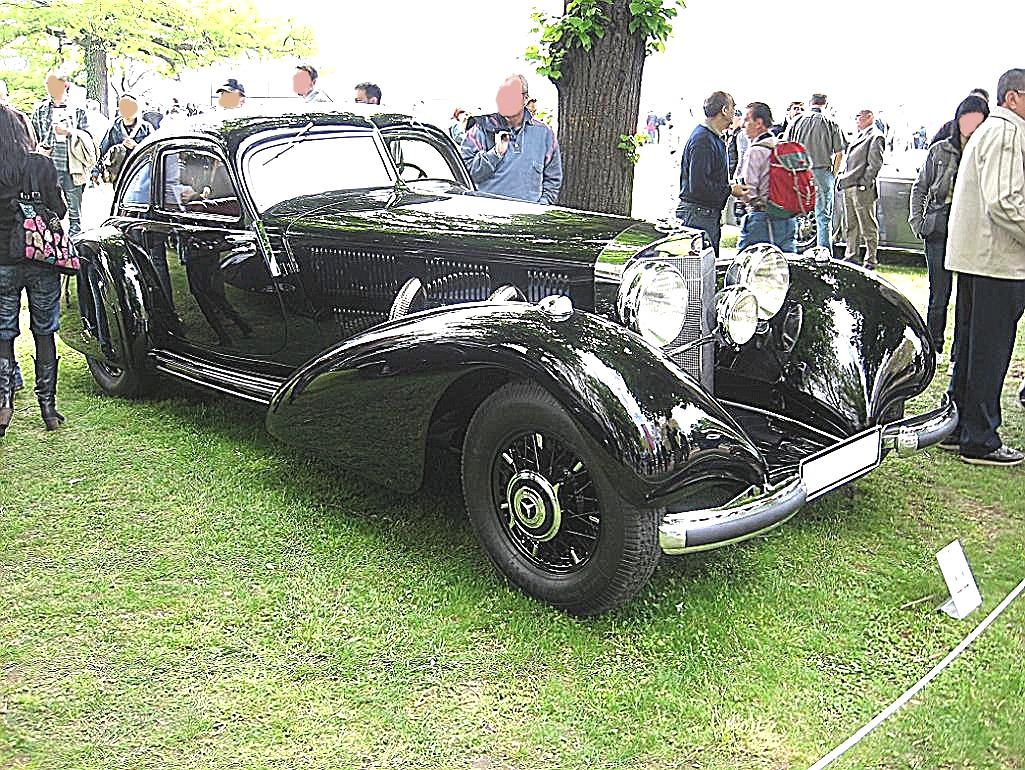
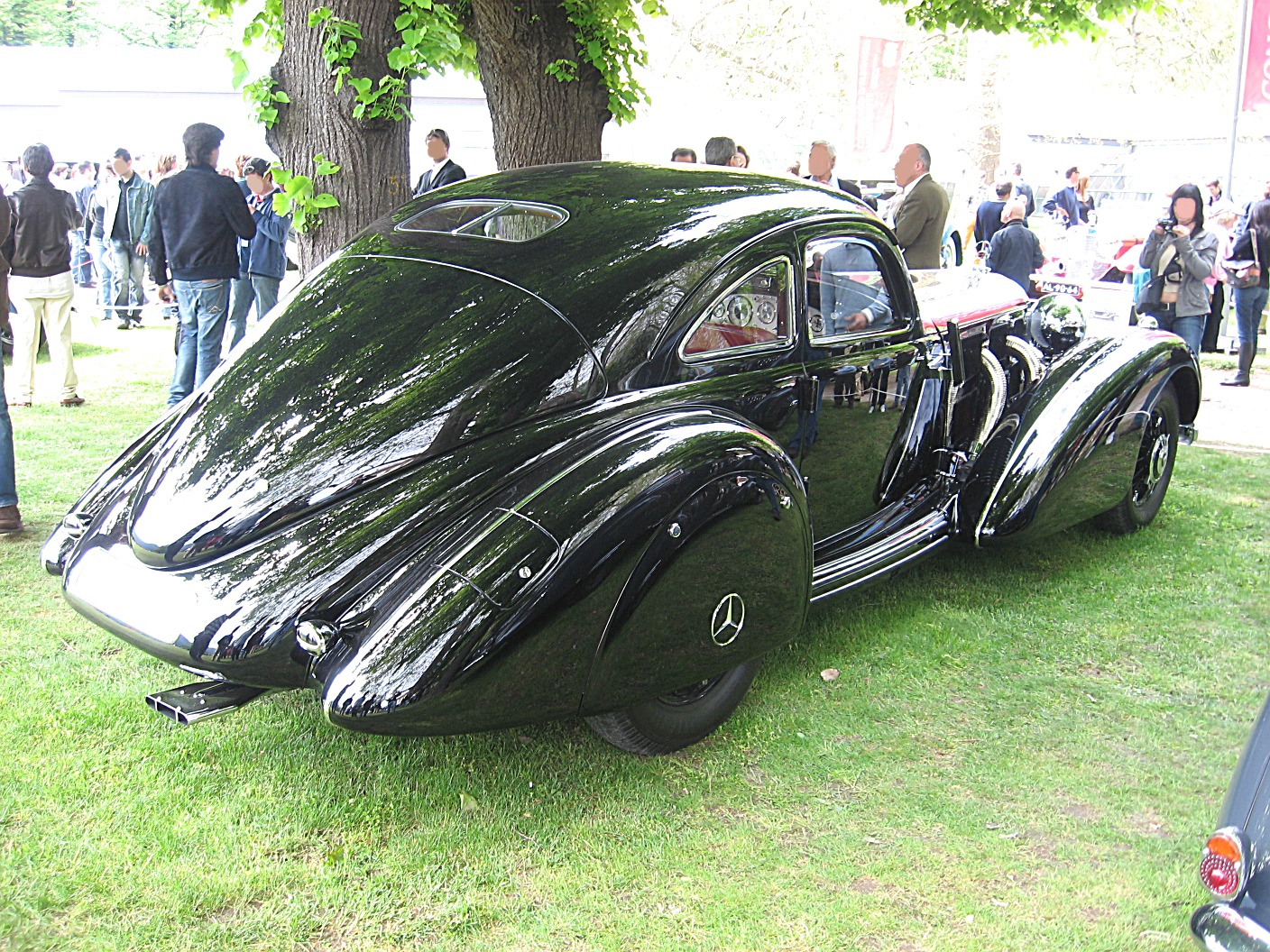

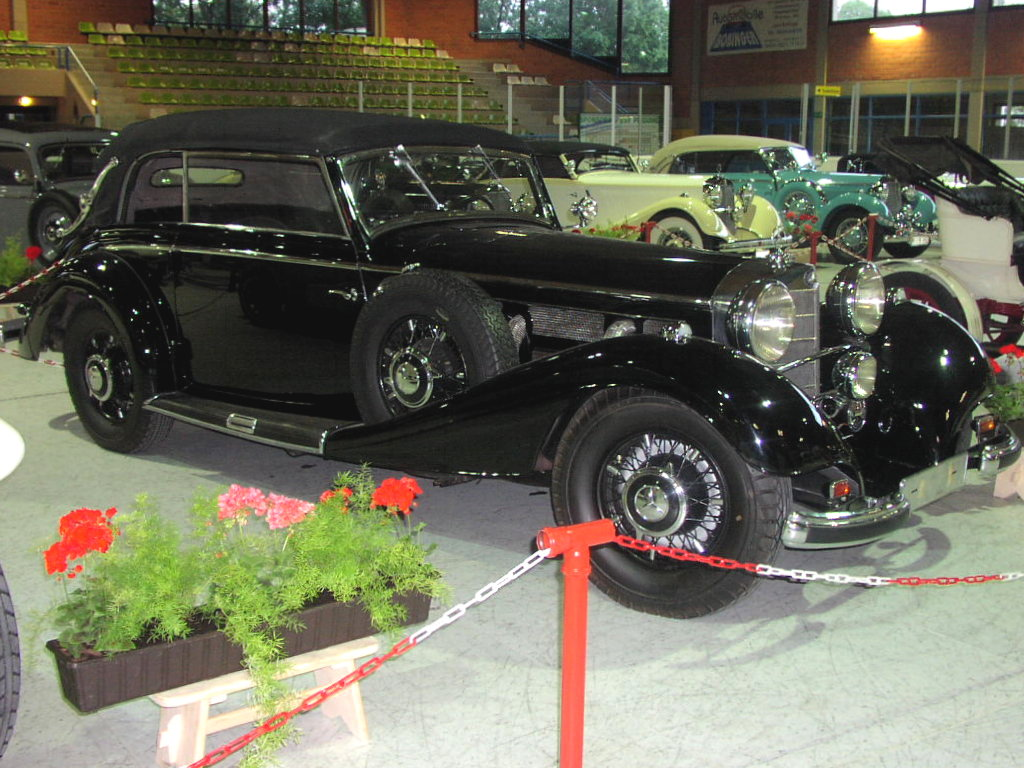
Mercedes-Benz 540K de 1936
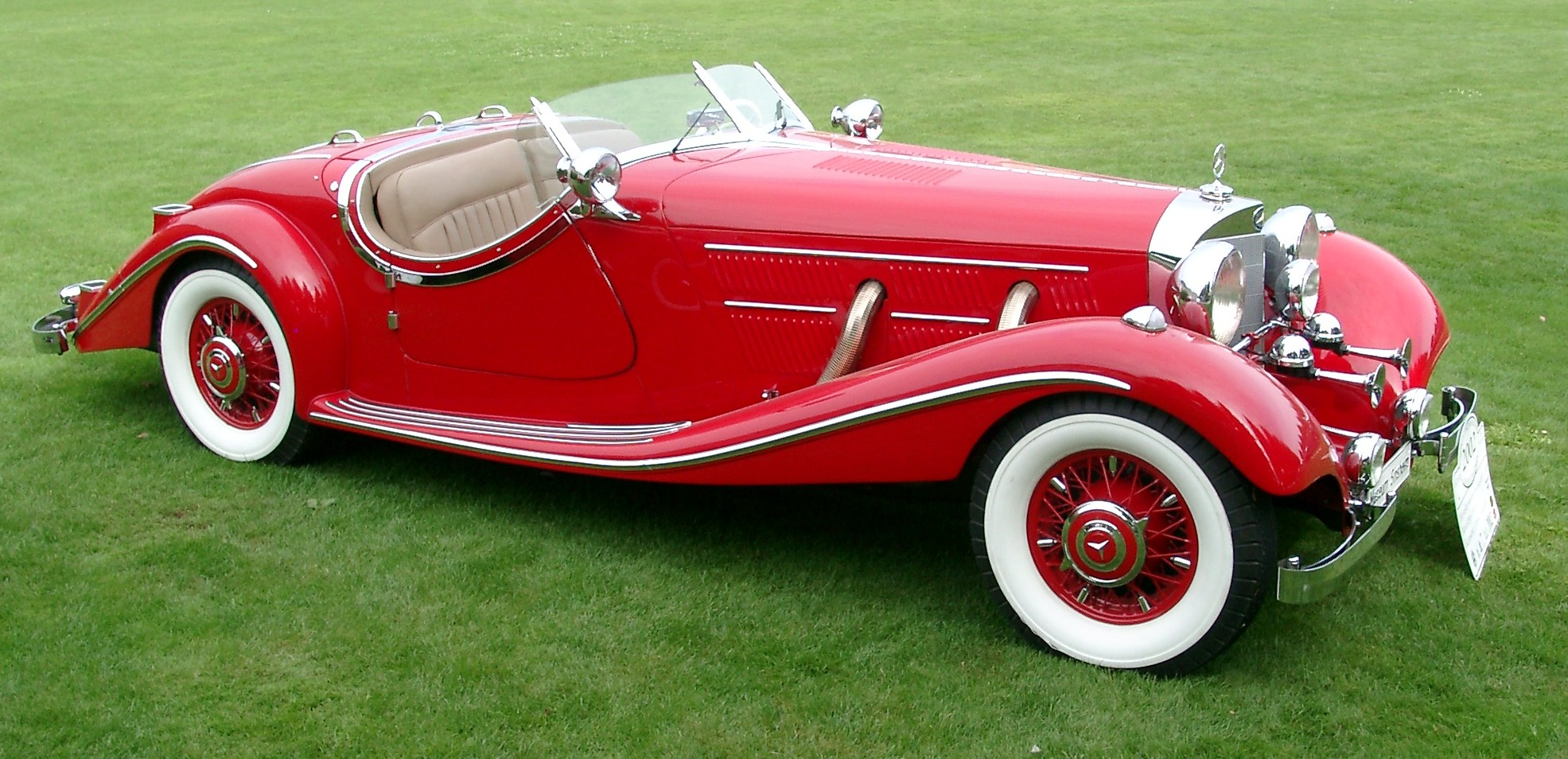
Mercedes-Benz 540K Roadster
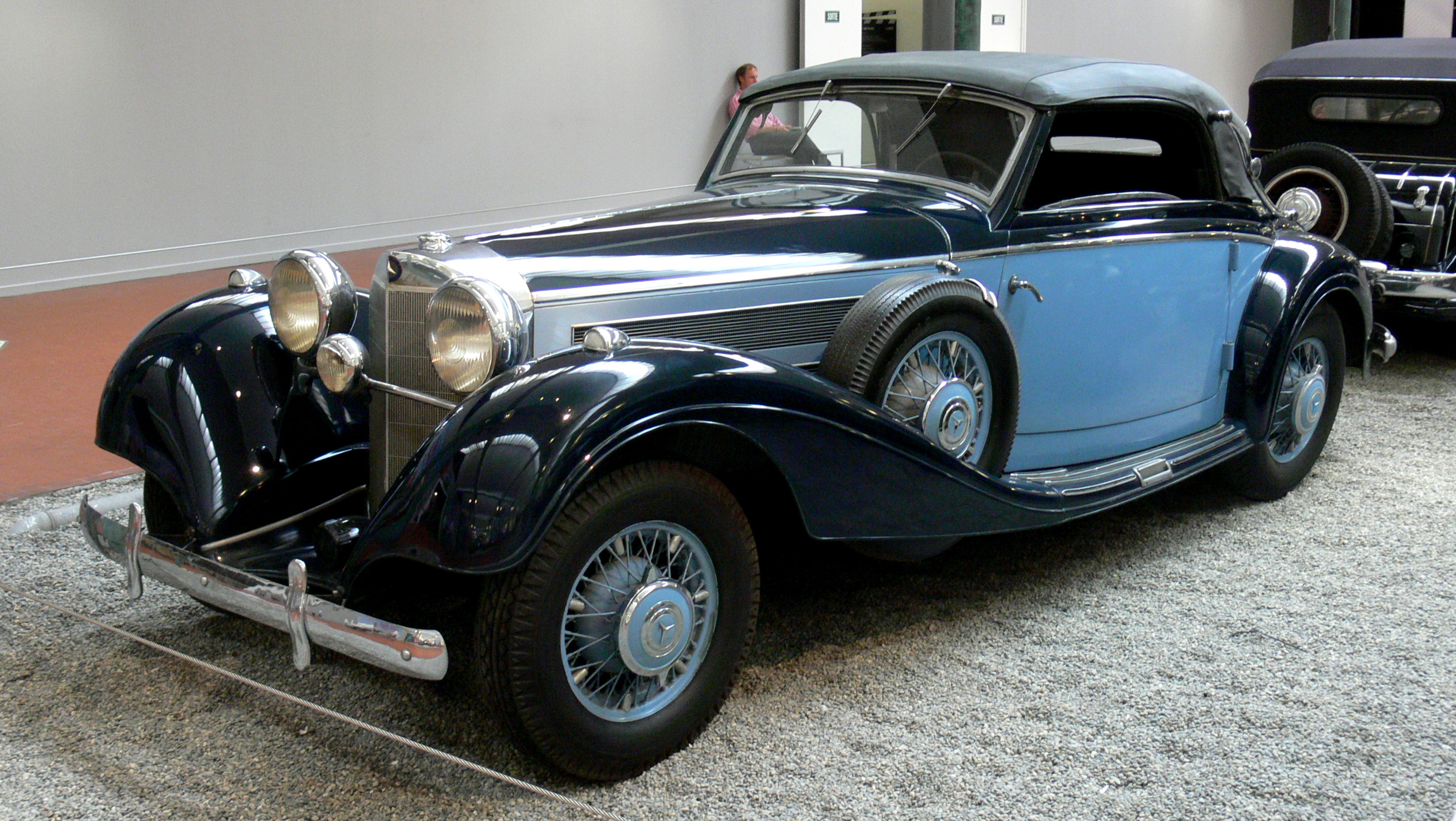
Mercedes-Benz 540K